# Interlands Nederlands voetbalelftal 1980-1989
Deze pagina toont een chronologisch en gedetailleerd overzicht van de interlands die het Nederlands voetbalelftal heeft gespeeld in de periode 1980 – 1989.
In deze periode werden in totaal 75 interlands gespeeld waarvan er 37 gewonnen werden, 17 wedstrijden eindigde in gelijk spel en 21 keer werd er verloren. Nederland wist zicht niet te kwalificeren voor de WK's van 1982 en 1986. Nederland wist zich in 1984 niet te kwalificeren voor het EK. In 1980 en 1988 wist het zich wel te kwalificeren. In het laatste jaar werd Nederland Europees kampioen.

## Interlands

### 1980
|                                                                         |                 |       |           |                                                                                |
| 23 januari Vriendschappelijk № 387 «onderlinge duels» 20:30 uur (UTC+1) | Spanje          | 1 – 0 | Nederland | Estadio Balaídos, Vigo Toeschouwers: 19.000 Scheidsrechter: Marcel Bacou (FRA) |
| 23 januari Vriendschappelijk № 387 «onderlinge duels» 20:30 uur (UTC+1) | Dani 82' (pen.) |       |           | Estadio Balaídos, Vigo Toeschouwers: 19.000 Scheidsrechter: Marcel Bacou (FRA) |

|                                                                       |           |       |           |                                                                                   |
| 26 maart Vriendschappelijk № 388 «onderlinge duels» 20:30 uur (UTC+1) | Frankrijk | 0 – 0 | Nederland | Parc des Princes, Parijs Toeschouwers: 41.477 Scheidsrechter: Paolo Casarin (ITA) |
| 26 maart Vriendschappelijk № 388 «onderlinge duels» 20:30 uur (UTC+1) |           |       |           | Parc des Princes, Parijs Toeschouwers: 41.477 Scheidsrechter: Paolo Casarin (ITA) |

| Europees kampioenschap voetbal 1980 |
| ----------------------------------- |

|                                                                    |             |                      |           |                                                                                  |
| 11 juni EK 1980 Groep A № 389 «onderlinge duels» 20:30 uur (UTC+2) | Griekenland | 0 – 1                | Nederland | Stadio San Paolo, Napels Toeschouwers: 14.990 Scheidsrechter: Adolf Prokop (DDR) |
| 11 juni EK 1980 Groep A № 389 «onderlinge duels» 20:30 uur (UTC+2) |             | 65' (pen.) Kees Kist |           | Stadio San Paolo, Napels Toeschouwers: 14.990 Scheidsrechter: Adolf Prokop (DDR) |

|                                                                    |                                                    |       |                                                |                                                                                  |
| 14 juni EK 1980 Groep A № 390 «onderlinge duels» 17:45 uur (UTC+2) | West-Duitsland                                     | 3 – 2 | Nederland                                      | Stadio San Paolo, Napels Toeschouwers: 26.546 Scheidsrechter: Robert Wurtz (FRA) |
| 14 juni EK 1980 Groep A № 390 «onderlinge duels» 17:45 uur (UTC+2) | Klaus Allofs 20' Klaus Allofs 60' Klaus Allofs 65' |       | 79' (pen.) Johnny Rep 85' Willy van de Kerkhof | Stadio San Paolo, Napels Toeschouwers: 26.546 Scheidsrechter: Robert Wurtz (FRA) |

|                                                                    |               |       |                   |                                                                                    |
| 17 juni EK 1980 Groep A № 391 «onderlinge duels» 17:45 uur (UTC+2) | Nederland     | 1 – 1 | Tsjecho-Slowakije | Stadio Giuseppe Meazza, Milaan Toeschouwers: 11.889 Scheidsrechter: Hilmi Ok (TUR) |
| 17 juni EK 1980 Groep A № 391 «onderlinge duels» 17:45 uur (UTC+2) | Kees Kist 59' |       | 16' Zdeněk Nehoda | Stadio Giuseppe Meazza, Milaan Toeschouwers: 11.889 Scheidsrechter: Hilmi Ok (TUR) |

|  |  |  |  |  |  |  |  |  |

|                                                                              |                                    |       |                    |                                                                                         |
| 10 september WK 1982 kwalificatie № 392 «onderlinge duels» 18:00 uur (UTC+1) | Ierland                            | 2 – 1 | Nederland          | Lansdowne Road, Dublin Toeschouwers: 25.782 Scheidsrechter: Henning Lund Sørensen (DEN) |
| 10 september WK 1982 kwalificatie № 392 «onderlinge duels» 18:00 uur (UTC+1) | Gerard Daly 79' Mark Lawrenson 84' |       | 57' Simon Tahamata | Lansdowne Road, Dublin Toeschouwers: 25.782 Scheidsrechter: Henning Lund Sørensen (DEN) |

|                                                                         |                   |       |                    |                                                                                          |
| 11 oktober Vriendschappelijk № 393 «onderlinge duels» 19:30 uur (UTC+1) | Nederland         | 1 – 1 | West-Duitsland     | Philips-sportpark, Eindhoven Toeschouwers: 22.000 Scheidsrechter: Vojtech Christov (TCH) |
| 11 oktober Vriendschappelijk № 393 «onderlinge duels» 19:30 uur (UTC+1) | Ernie Brandts 40' |       | 35' Horst Hrubesch | Philips-sportpark, Eindhoven Toeschouwers: 22.000 Scheidsrechter: Vojtech Christov (TCH) |

|                                                                             |                              |       |           |                                                                                   |
| 19 november WK 1982 kwalificatie № 394 «onderlinge duels» 20:00 uur (UTC+1) | België                       | 1 – 0 | Nederland | Heizelstadion, Brussel Toeschouwers: 57.665 Scheidsrechter: Eldar Azim-Zade (URS) |
| 19 november WK 1982 kwalificatie № 394 «onderlinge duels» 20:00 uur (UTC+1) | Erwin Vandenbergh 48' (pen.) |       |           | Heizelstadion, Brussel Toeschouwers: 57.665 Scheidsrechter: Eldar Azim-Zade (URS) |

| Mundialito |
| ---------- |

|                                                                           |                                           |       |           |                                                                                        |
| 30 december Mundialito Groep A № 395 «onderlinge duels» 18:00 uur (UTC−3) | Uruguay                                   | 2 – 0 | Nederland | Estadio Centenario, Montevideo Toeschouwers: 65.000 Scheidsrechter: Enrique Labó (PER) |
| 30 december Mundialito Groep A № 395 «onderlinge duels» 18:00 uur (UTC−3) | Venancio Ramos 31' Waldemar Victorino 45' |       |           | Estadio Centenario, Montevideo Toeschouwers: 65.000 Scheidsrechter: Enrique Labó (PER) |

### 1981
|                                                                         |                    |       |                |                                                                                        |
| 6 januari Mundialito Groep A № 396 «onderlinge duels» 19:00 uur (UTC−2) | Italië             | 1 – 1 | Nederland      | Estadio Centenario, Montevideo Toeschouwers: 15.000 Scheidsrechter: Franz Wöhrer (AUT) |
| 6 januari Mundialito Groep A № 396 «onderlinge duels» 19:00 uur (UTC−2) | Carlo Ancelotti 7' |       | 15' Jan Peters | Estadio Centenario, Montevideo Toeschouwers: 15.000 Scheidsrechter: Franz Wöhrer (AUT) |

|  |  |  |  |  |  |  |  |  |

|                                                                             |                                                           |       |        |                                                                                      |
| 22 februari WK 1982 kwalificatie № 397 «onderlinge duels» 14:30 uur (UTC+1) | Nederland                                                 | 3 – 0 | Cyprus | Stadion Oosterpark, Groningen Toeschouwers: 12.972 Scheidsrechter: Howard King (WAL) |
| 22 februari WK 1982 kwalificatie № 397 «onderlinge duels» 14:30 uur (UTC+1) | Hugo Hovenkamp 15' Cees Schapendonk 48' Dick Nanninga 58' |       |        | Stadion Oosterpark, Groningen Toeschouwers: 12.972 Scheidsrechter: Howard King (WAL) |

|                                                                      |                   |       |           |                                                                             |
| 25 maart WK 1982 kwalificatie № 398 «onderlinge duels» 20:00 (UTC+1) | Nederland         | 1 – 0 | Frankrijk | De Kuip, Rotterdam Toeschouwers: 58.000 Scheidsrechter: Luigi Agnolin (ITA) |
| 25 maart WK 1982 kwalificatie № 398 «onderlinge duels» 20:00 (UTC+1) | Arnold Mühren 47' |       |           | De Kuip, Rotterdam Toeschouwers: 58.000 Scheidsrechter: Luigi Agnolin (ITA) |

|                                                                          |        |                     |           |                                                                                |
| 29 april WK 1982 kwalificatie № 399 «onderlinge duels» 20:30 uur (UTC+3) | Cyprus | 0 – 1               | Nederland | Makariostadion, Nicosia Toeschouwers: 7.500 Scheidsrechter: Ivan Yosifov (BUL) |
| 29 april WK 1982 kwalificatie № 399 «onderlinge duels» 20:30 uur (UTC+3) |        | 29' Cees van Kooten |           | Makariostadion, Nicosia Toeschouwers: 7.500 Scheidsrechter: Ivan Yosifov (BUL) |

|                                                                          |                                  |       |                 |                                                                         |
| 1 september Vriendschappelijk № 400 «onderlinge duels» 20:00 uur (UTC+2) | Zwitserland                      | 2 – 1 | Nederland       | Hardturm, Zürich Toeschouwers: 7.200 Scheidsrechter: Gert Henning (FRG) |
| 1 september Vriendschappelijk № 400 «onderlinge duels» 20:00 uur (UTC+2) | Lucien Favre 60' Angelo Elia 70' |       | 77' John Metgod | Hardturm, Zürich Toeschouwers: 7.200 Scheidsrechter: Gert Henning (FRG) |

|                                                                             |                                             |       |                                          |                                                                                |
| 9 september WK 1982 kwalificatie № 401 «onderlinge duels» 20:00 uur (UTC+2) | Nederland                                   | 2 – 2 | Ierland                                  | De Kuip, Rotterdam Toeschouwers: 46.000 Scheidsrechter: Vojtech Christov (TCH) |
| 9 september WK 1982 kwalificatie № 401 «onderlinge duels» 20:00 uur (UTC+2) | Frans Thijssen 11' Arnold Mühren 65' (pen.) |       | 40' Michael Robinson 71' Frank Stapleton | De Kuip, Rotterdam Toeschouwers: 46.000 Scheidsrechter: Vojtech Christov (TCH) |

|                                                                            |                                                   |       |        |                                                                              |
| 14 oktober WK 1982 kwalificatie № 402 «onderlinge duels» 20:00 uur (UTC+1) | Nederland                                         | 3 – 0 | België | De Kuip, Rotterdam Toeschouwers: 56.000 Scheidsrechter: Brian McGinlay (SCO) |
| 14 oktober WK 1982 kwalificatie № 402 «onderlinge duels» 20:00 uur (UTC+1) | John Metgod 6' Cees van Kooten 26' Ruud Geels 54' |       |        | De Kuip, Rotterdam Toeschouwers: 56.000 Scheidsrechter: Brian McGinlay (SCO) |

|                                                                             |                                   |       |           |                                                                                     |
| 18 november WK 1982 kwalificatie № 403 «onderlinge duels» 20:30 uur (UTC+1) | Frankrijk                         | 2 – 0 | Nederland | Parc des Princes, Parijs Toeschouwers: 44.884 Scheidsrechter: António Garrido (POR) |
| 18 november WK 1982 kwalificatie № 403 «onderlinge duels» 20:30 uur (UTC+1) | Michel Platini 52' Didier Six 82' |       |           | Parc des Princes, Parijs Toeschouwers: 44.884 Scheidsrechter: António Garrido (POR) |

### 1982
|                                                                     |                                          |       |               |                                                                                  |
| 23 maart Vriendschappelijk № 404 «onderlinge duels» 20:00 uur (UTC) | Schotland                                | 2 – 1 | Nederland     | Hampden Park, Glasgow Toeschouwers: 71.848 Scheidsrechter: George Courtney (ENG) |
| 23 maart Vriendschappelijk № 404 «onderlinge duels» 20:00 uur (UTC) | Frank Gray 13' (pen.) Kenny Dalglish 21' |       | 31' Wim Kieft | Hampden Park, Glasgow Toeschouwers: 71.848 Scheidsrechter: George Courtney (ENG) |

|                                                                       |               |       |             |                                                                                         |
| 14 april Vriendschappelijk № 405 «onderlinge duels» 19:30 uur (UTC+1) | Nederland     | 1 – 0 | Griekenland | Philips-sportpark, Eindhoven Toeschouwers: 16.500 Scheidsrechter: Georges Konrath (FRA) |
| 14 april Vriendschappelijk № 405 «onderlinge duels» 19:30 uur (UTC+1) | Edo Ophof 54' |       |             | Philips-sportpark, Eindhoven Toeschouwers: 16.500 Scheidsrechter: Georges Konrath (FRA) |

|                                                                     |                                    |       |           |                                                                                  |
| 25 mei Vriendschappelijk № 406 «onderlinge duels» 19:45 uur (UTC+1) | Engeland                           | 2 – 0 | Nederland | Wembley Stadium, Londen Toeschouwers: 69.000 Scheidsrechter: Paolo Bergamo (ITA) |
| 25 mei Vriendschappelijk № 406 «onderlinge duels» 19:45 uur (UTC+1) | Tony Woodcock 48' Paul Mariner 53' |       |           | Wembley Stadium, Londen Toeschouwers: 69.000 Scheidsrechter: Paolo Bergamo (ITA) |

|                                                                           |                     |       |                     |                                                                                      |
| 1 september EK 1984 kwalificatie № 407 «onderlinge duels» 18:30 uur (UTC) | IJsland             | 1 – 1 | Nederland           | Laugardalsvöllur, Reykjavik Toeschouwers: 2.862 Scheidsrechter: Brian McGinlay (SCO) |
| 1 september EK 1984 kwalificatie № 407 «onderlinge duels» 18:30 uur (UTC) | Atli Eðvaldsson 49' |       | 51' Dick Schoenaker | Laugardalsvöllur, Reykjavik Toeschouwers: 2.862 Scheidsrechter: Brian McGinlay (SCO) |

|                                                                              |                                    |       |                 |                                                                          |
| 22 september EK 1984 kwalificatie № 408 «onderlinge duels» 20:00 uur (UTC+2) | Nederland                          | 2 – 1 | Ierland         | De Kuip, Rotterdam Toeschouwers: 40.498 Scheidsrechter: Ivan Grégr (TCH) |
| 22 september EK 1984 kwalificatie № 408 «onderlinge duels» 20:00 uur (UTC+2) | Dick Schoenaker 1' Ruud Gullit 64' |       | 79' Gerard Daly | De Kuip, Rotterdam Toeschouwers: 40.498 Scheidsrechter: Ivan Grégr (TCH) |

|                                                                      |                   |       |                                          |                                                                              |
| 10 november Vriendschappelijk № 409 «onderlinge duels» 20:00 (UTC+2) | Nederland         | 1 – 2 | Frankrijk                                | De Kuip, Rotterdam Toeschouwers: 9.693 Scheidsrechter: Roger Schoeters (BEL) |
| 10 november Vriendschappelijk № 409 «onderlinge duels» 20:00 (UTC+2) | Simon Tahamata 6' |       | 11' Patrick Battiston 81' Michel Platini | De Kuip, Rotterdam Toeschouwers: 9.693 Scheidsrechter: Roger Schoeters (BEL) |

|                                                                             |       | |           |                                                                      |
| 19 december EK 1984 kwalificatie № 410 «onderlinge duels» 15:00 uur (UTC+1) | Malta | 0 – 6 | Nederland | Tivoli, Aken Toeschouwers: 18.000 Scheidsrechter: Dieter Pauly (FRG) |
| 19 december EK 1984 kwalificatie № 410 «onderlinge duels» 15:00 uur (UTC+1) |       | 21' (pen.) Edo Ophof 24' Cees van Kooten 34' Hugo Hovenkamp 39' Dick Schoenaker 50' Dick Schoenaker 71' Cees van Kooten |           | Tivoli, Aken Toeschouwers: 18.000 Scheidsrechter: Dieter Pauly (FRG) |

### 1983
|                                                                             |                       |       |           |                                                                                                 |
| 16 februari EK 1984 kwalificatie № 411 «onderlinge duels» 20:30 uur (UTC+1) | Spanje                | 1 – 0 | Nederland | Estadio Ramón Sánchez Pizjuán, Sevilla Toeschouwers: 30.499 Scheidsrechter: Paolo Bergamo (ITA) |
| 16 februari EK 1984 kwalificatie № 411 «onderlinge duels» 20:30 uur (UTC+1) | Juan Señor 43' (pen.) |       |           | Estadio Ramón Sánchez Pizjuán, Sevilla Toeschouwers: 30.499 Scheidsrechter: Paolo Bergamo (ITA) |

|                                                                       |           |                                                                   |        |                                                                                          |
| 27 april Vriendschappelijk № 412 «onderlinge duels» 20:00 uur (UTC+2) | Nederland | 0 – 3                                                             | Zweden | Stadion Nieuw Galgenwaard, Utrecht Toeschouwers: 9.000 Scheidsrechter: Volker Roth (FRG) |
| 27 april Vriendschappelijk № 412 «onderlinge duels» 20:00 uur (UTC+2) |           | 12' Dan Corneliusson 29' (pen.) Robert Prytz 68' Dan Corneliusson |        | Stadion Nieuw Galgenwaard, Utrecht Toeschouwers: 9.000 Scheidsrechter: Volker Roth (FRG) |

|                                                                             |                                                     |       |         |                                                                                        |
| 7 september EK 1984 kwalificatie № 413 «onderlinge duels» 20:00 uur (UTC+1) | Nederland                                           | 3 – 0 | IJsland | Stadion Oosterpark, Groningen Toeschouwers: 5.617 Scheidsrechter: Andrzej Libich (POL) |
| 7 september EK 1984 kwalificatie № 413 «onderlinge duels» 20:00 uur (UTC+1) | Ronald Koeman 16' Ruud Gullit 18' Peter Houtman 21' |       |         | Stadion Oosterpark, Groningen Toeschouwers: 5.617 Scheidsrechter: Andrzej Libich (POL) |

|                                                                           |                      |       |                      |                                                                                      |
| 21 september Vriendschappelijk № 414 «onderlinge duels» 20:00 uur (UTC+2) | België               | 1 – 1 | Nederland            | Heizelstadion, Brussel Toeschouwers: 11.746 Scheidsrechter: Ulrich Nyffenegger (SUI) |
| 21 september Vriendschappelijk № 414 «onderlinge duels» 20:00 uur (UTC+2) | Eddy Voordeckers 74' |       | 64' Marco van Basten | Heizelstadion, Brussel Toeschouwers: 11.746 Scheidsrechter: Ulrich Nyffenegger (SUI) |

|                                                                            |                                       |       |                                                      |                                                                               |
| 12 oktober EK 1984 kwalificatie № 415 «onderlinge duels» 19:30 uur (UTC+1) | Ierland                               | 2 – 3 | Nederland                                            | Dalymount Park, Dublin Toeschouwers: 26.406 Scheidsrechter: André Daina (SUI) |
| 12 oktober EK 1984 kwalificatie № 415 «onderlinge duels» 19:30 uur (UTC+1) | Gary Waddock 7' Liam Brady 34' (pen.) |       | 51' Ruud Gullit 66' Marco van Basten 76' Ruud Gullit | Dalymount Park, Dublin Toeschouwers: 26.406 Scheidsrechter: André Daina (SUI) |

|                                                                             |                                   |       |                |                                                                              |
| 16 november EK 1984 kwalificatie № 416 «onderlinge duels» 20:00 uur (UTC+1) | Nederland                         | 2 – 1 | Spanje         | De Kuip, Rotterdam Toeschouwers: 49.915 Scheidsrechter: Michel Vautrot (FRA) |
| 16 november EK 1984 kwalificatie № 416 «onderlinge duels» 20:00 uur (UTC+1) | Peter Houtman 26' Ruud Gullit 63' |       | 41' Santillana | De Kuip, Rotterdam Toeschouwers: 49.915 Scheidsrechter: Michel Vautrot (FRA) |

|                                                                             |                                                                                             |       |       |                                                                             |
| 17 december EK 1984 kwalificatie № 417 «onderlinge duels» 19:30 uur (UTC+1) | Nederland                                                                                   | 5 – 0 | Malta | De Kuip, Rotterdam Toeschouwers: 58.000 Scheidsrechter: Klaus Peschel (GDR) |
| 17 december EK 1984 kwalificatie № 417 «onderlinge duels» 19:30 uur (UTC+1) | Bud Brocken 19' Ben Wijnstekers 30' Frank Rijkaard 74' Peter Houtman 79' Frank Rijkaard 90' |       |       | De Kuip, Rotterdam Toeschouwers: 58.000 Scheidsrechter: Klaus Peschel (GDR) |

### 1984
|                                                                       | |       |            |                                                                                            |
| 14 maart Vriendschappelijk № 418 «onderlinge duels» 20:00 uur (UTC+1) | Nederland | 6 – 0 | Denemarken | Stadion De Meer, Amsterdam Toeschouwers: 8.000 Scheidsrechter: Marcel Van Langenhove (BEL) |
| 14 maart Vriendschappelijk № 418 «onderlinge duels» 20:00 uur (UTC+1) | Wim Kieft 23' René van der Gijp 29' Peter Houtman 55' André Hoekstra 60' Peter Houtman 73' René van der Gijp 88' (pen.) |       |            | Stadion De Meer, Amsterdam Toeschouwers: 8.000 Scheidsrechter: Marcel Van Langenhove (BEL) |

|                                                                            |               |       |                                       |                                                                           |
| 17 oktober WK 1986 kwalificatie № 419 «onderlinge duels» 20:00 uur (UTC+1) | Nederland     | 1 – 2 | Hongarije                             | De Kuip, Rotterdam Toeschouwers: 52.148 Scheidsrechter: André Daina (SUI) |
| 17 oktober WK 1986 kwalificatie № 419 «onderlinge duels» 20:00 uur (UTC+1) | Wim Kieft 19' |       | 26' Lajos Détári 56' Márton Esterházy | De Kuip, Rotterdam Toeschouwers: 52.148 Scheidsrechter: André Daina (SUI) |

|                                                                             |                         |       |           |                                                                                             |
| 14 november WK 1986 kwalificatie № 420 «onderlinge duels» 19:00 uur (UTC+1) | Oostenrijk              | 1 – 0 | Nederland | Gerhard Hanappistadion, Wenen Toeschouwers: 12.490 Scheidsrechter: Anatoliy Milchenko (URS) |
| 14 november WK 1986 kwalificatie № 420 «onderlinge duels» 19:00 uur (UTC+1) | Michel Valke 15' (e.d.) |       |           | Gerhard Hanappistadion, Wenen Toeschouwers: 12.490 Scheidsrechter: Anatoliy Milchenko (URS) |

|                                                                             |        |                   |           |                                                                                 |
| 23 december WK 1986 kwalificatie № 421 «onderlinge duels» 14:30 uur (UTC+2) | Cyprus | 0 – 1             | Nederland | Makariostadion, Nicosia Toeschouwers: 2.371 Scheidsrechter: Bogdan Dochev (BUL) |
| 23 december WK 1986 kwalificatie № 421 «onderlinge duels» 14:30 uur (UTC+2) |        | 84' Peter Houtman |           | Makariostadion, Nicosia Toeschouwers: 2.371 Scheidsrechter: Bogdan Dochev (BUL) |

### 1985
|                                                                             | |       |                        |                                                                                     |
| 27 februari WK 1986 kwalificatie № 422 «onderlinge duels» 20:00 uur (UTC+1) | Nederland | 7 – 1 | Cyprus                 | Stadion De Meer, Amsterdam Toeschouwers: 19.050 Scheidsrechter: Dušan Krchňák (TCH) |
| 27 februari WK 1986 kwalificatie № 422 «onderlinge duels» 20:00 uur (UTC+1) | Erwin Koeman 12' Wim Kieft 28' Dick Schoenaker 30' Wim Kieft 58' Nikos Pantziaras 64' (e.d.) Marco van Basten 65' Dick Schoenaker 79' |       | 8' Panagiotis Marangos | Stadion De Meer, Amsterdam Toeschouwers: 19.050 Scheidsrechter: Dušan Krchňák (TCH) |

|                                                                       |               |       |                      |                                                                             |
| 1 mei WK 1986 kwalificatie № 423 «onderlinge duels» 20:00 uur (UTC+2) | Nederland     | 1 – 1 | Oostenrijk           | De Kuip, Rotterdam Toeschouwers: 50.751 Scheidsrechter: Luigi Agnolin (ITA) |
| 1 mei WK 1986 kwalificatie № 423 «onderlinge duels» 20:00 uur (UTC+2) | Wim Kieft 55' |       | 60' Walter Schachner | De Kuip, Rotterdam Toeschouwers: 50.751 Scheidsrechter: Luigi Agnolin (ITA) |

|                                                                        |           |                |           |                                                                                         |
| 14 mei WK 1986 kwalificatie № 424 «onderlinge duels» 19:30 uur (UTC+2) | Hongarije | 0 – 1          | Nederland | Népstadion, Boedapest Toeschouwers: 71.647 Scheidsrechter: Karl-Josef Assenmacher (FRG) |
| 14 mei WK 1986 kwalificatie № 424 «onderlinge duels» 19:30 uur (UTC+2) |           | 69' Rob de Wit |           | Népstadion, Boedapest Toeschouwers: 71.647 Scheidsrechter: Karl-Josef Assenmacher (FRG) |

|                                                                          |                |       |           |                                                                                             |
| 4 september Vriendschappelijk № 425 «onderlinge duels» 19:30 uur (UTC+2) | Nederland      | 1 – 0 | Bulgarije | Abe Lenstra Stadion, Heerenveen Toeschouwers: 13.000 Scheidsrechter: Aron Schmidhuber (FRG) |
| 4 september Vriendschappelijk № 425 «onderlinge duels» 19:30 uur (UTC+2) | Rob de Wit 81' |       |           | Abe Lenstra Stadion, Heerenveen Toeschouwers: 13.000 Scheidsrechter: Aron Schmidhuber (FRG) |

|                                                                                     |                       |       |           |                                                                                                   |
| 16 oktober WK 1986 kwalificatie Play-off № 426 «onderlinge duels» 20:00 uur (UTC+1) | België                | 1 – 0 | Nederland | Constant Vanden Stockstadion, Anderlecht Toeschouwers: 30.764 Scheidsrechter: Pietro D`Elia (ITA) |
| 16 oktober WK 1986 kwalificatie Play-off № 426 «onderlinge duels» 20:00 uur (UTC+1) | Frank Vercauteren 19' |       |           | Constant Vanden Stockstadion, Anderlecht Toeschouwers: 30.764 Scheidsrechter: Pietro D`Elia (ITA) |

|                                                                                      |                                  |       |                  |                                                                               |
| 20 november WK 1986 kwalificatie Play-off № 427 «onderlinge duels» 20:00 uur (UTC+1) | Nederland                        | 2 – 1 | België           | De Kuip, Rotterdam Toeschouwers: 48.962 Scheidsrechter: George Courtney (ENG) |
| 20 november WK 1986 kwalificatie Play-off № 427 «onderlinge duels» 20:00 uur (UTC+1) | Peter Houtman 60' Rob de Wit 71' |       | 84' Georges Grün | De Kuip, Rotterdam Toeschouwers: 48.962 Scheidsrechter: George Courtney (ENG) |

### 1986
|                                                                       |     |                      |           |                                                                                 |
| 12 maart Vriendschappelijk № 428 «onderlinge duels» 17:00 uur (UTC+1) | DDR | 0 – 1                | Nederland | Zentralstadion, Leipzig Toeschouwers: 22.000 Scheidsrechter: Franz Wöhrer (AUT) |
| 12 maart Vriendschappelijk № 428 «onderlinge duels» 17:00 uur (UTC+1) |     | 13' Marco van Basten |           | Zentralstadion, Leipzig Toeschouwers: 22.000 Scheidsrechter: Franz Wöhrer (AUT) |

|                                                                       |           |       |           |                                                                                     |
| 29 april Vriendschappelijk № 429 «onderlinge duels» 19:30 uur (UTC+2) | Nederland | 0 – 0 | Schotland | Philips-sportpark, Eindhoven Toeschouwers: 14.500 Scheidsrechter: Helmut Kohl (AUT) |
| 29 april Vriendschappelijk № 429 «onderlinge duels» 19:30 uur (UTC+2) |           |       |           | Philips-sportpark, Eindhoven Toeschouwers: 14.500 Scheidsrechter: Helmut Kohl (AUT) |

|                                                                     |                                                     |       |                       |                                                                                    |
| 14 mei Vriendschappelijk № 430 «onderlinge duels» 20:15 uur (UTC+2) | West-Duitsland                                      | 3 – 1 | Nederland             | Westfalenstadion, Dortmund Toeschouwers: 36.000 Scheidsrechter: Franz Wöhrer (AUT) |
| 14 mei Vriendschappelijk № 430 «onderlinge duels» 20:15 uur (UTC+2) | Rudi Völler 38' Rudi Völler 42' Matthias Herget 90' |       | 79' John van 't Schip | Westfalenstadion, Dortmund Toeschouwers: 36.000 Scheidsrechter: Franz Wöhrer (AUT) |

|                                                                           |                   |       |           |                                                                                              |
| 10 september Vriendschappelijk № 431 «onderlinge duels» 17:00 uur (UTC+2) | Tsjecho-Slowakije | 1 – 0 | Nederland | Stadion Evžena Rošického, Praag Toeschouwers: 6.521 Scheidsrechter: Siegfried Kirschen (DDR) |
| 10 september Vriendschappelijk № 431 «onderlinge duels» 17:00 uur (UTC+2) | Ivo Knoflíček 41' |       |           | Stadion Evžena Rošického, Praag Toeschouwers: 6.521 Scheidsrechter: Siegfried Kirschen (DDR) |

|                                                                            |           |                      |           |                                                                               |
| 15 oktober EK 1988 kwalificatie № 432 «onderlinge duels» 18:00 uur (UTC+1) | Hongarije | 0 – 1                | Nederland | Népstadion, Boedapest Toeschouwers: 13.897 Scheidsrechter: Bruno Galler (SUI) |
| 15 oktober EK 1988 kwalificatie № 432 «onderlinge duels» 18:00 uur (UTC+1) |           | 67' Marco van Basten |           | Népstadion, Boedapest Toeschouwers: 13.897 Scheidsrechter: Bruno Galler (SUI) |

|                                                                             |           |       |       |                                                                                      |
| 19 november EK 1988 kwalificatie № 433 «onderlinge duels» 20:00 uur (UTC+1) | Nederland | 0 – 0 | Polen | Olympisch Stadion, Amsterdam Toeschouwers: 52.750 Scheidsrechter: Joël Quiniou (FRA) |
| 19 november EK 1988 kwalificatie № 433 «onderlinge duels» 20:00 uur (UTC+1) |           |       |       | Olympisch Stadion, Amsterdam Toeschouwers: 52.750 Scheidsrechter: Joël Quiniou (FRA) |

|                                                                             |        |                                 |           |                                                                             |
| 21 december EK 1988 kwalificatie № 434 «onderlinge duels» 15:30 uur (UTC+2) | Cyprus | 0 – 2                           | Nederland | Tsirionstadion, Limasol Toeschouwers: 7.483 Scheidsrechter: Ioan Igna (ROU) |
| 21 december EK 1988 kwalificatie № 434 «onderlinge duels» 15:30 uur (UTC+2) |        | 19' Ruud Gullit 73' John Bosman |           | Tsirionstadion, Limasol Toeschouwers: 7.483 Scheidsrechter: Ioan Igna (ROU) |

### 1987
|                                                                         |                   |       |                 |                                                                                      |
| 21 januari Vriendschappelijk № 435 «onderlinge duels» 20:30 uur (UTC+1) | Spanje            | 1 – 1 | Nederland       | Camp Nou, Barcelona Toeschouwers: 15.000 Scheidsrechter: Marcel Van Langenhove (BEL) |
| 21 januari Vriendschappelijk № 435 «onderlinge duels» 20:30 uur (UTC+1) | Ramón Calderé 72' |       | 20' Ruud Gullit | Camp Nou, Barcelona Toeschouwers: 15.000 Scheidsrechter: Marcel Van Langenhove (BEL) |

|                                                                          |                      |       |                       |                                                                            |
| 25 maart EK 1988 kwalificatie № 436 «onderlinge duels» 20:00 uur (UTC+1) | Nederland            | 1 – 1 | Griekenland           | De Kuip, Rotterdam Toeschouwers: 43.841 Scheidsrechter: Carlo Longhi (ITA) |
| 25 maart EK 1988 kwalificatie № 436 «onderlinge duels» 20:00 uur (UTC+1) | Marco van Basten 56' |       | 6' Dimitris Saravakos | De Kuip, Rotterdam Toeschouwers: 43.841 Scheidsrechter: Carlo Longhi (ITA) |

|                                                                          |                                   |       |           |                                                                               |
| 29 april EK 1988 kwalificatie № 437 «onderlinge duels» 20:00 uur (UTC+2) | Nederland                         | 2 – 0 | Hongarije | De Kuip, Rotterdam Toeschouwers: 53.035 Scheidsrechter: George Courtney (ENG) |
| 29 april EK 1988 kwalificatie № 437 «onderlinge duels» 20:00 uur (UTC+2) | Ruud Gullit 37' Arnold Mühren 39' |       |           | De Kuip, Rotterdam Toeschouwers: 53.035 Scheidsrechter: George Courtney (ENG) |

|                                                                          |           |       |        |                                                                              |
| 9 september Vriendschappelijk № 438 «onderlinge duels» 20:30 uur (UTC+2) | Nederland | 0 – 0 | België | De Kuip, Rotterdam Toeschouwers: 30.311 Scheidsrechter: Rolf Blattmann (SUI) |
| 9 september Vriendschappelijk № 438 «onderlinge duels» 20:30 uur (UTC+2) |           |       |        | De Kuip, Rotterdam Toeschouwers: 30.311 Scheidsrechter: Rolf Blattmann (SUI) |

|                                                                            |       |                                 |           |                                                                                        |
| 14 oktober EK 1988 kwalificatie № 439 «onderlinge duels» 17:00 uur (UTC+2) | Polen | 0 – 2                           | Nederland | Górnik Zabrze-stadion, Zabrze Toeschouwers: 17.500 Scheidsrechter: Bob Valentine (SCO) |
| 14 oktober EK 1988 kwalificatie № 439 «onderlinge duels» 17:00 uur (UTC+2) |       | 31' Ruud Gullit 39' Ruud Gullit |           | Górnik Zabrze-stadion, Zabrze Toeschouwers: 17.500 Scheidsrechter: Bob Valentine (SCO) |

|                                                                            | |       |        |                                                                              |
| 28 oktober EK 1988 kwalificatie № 440 «onderlinge duels» 20:00 uur (UTC+1) | Nederland | 8 – 0 | Cyprus | De Kuip, Rotterdam Toeschouwers: 55.000 Scheidsrechter: Roger Philippi (LUX) |
| 28 oktober EK 1988 kwalificatie № 440 «onderlinge duels» 20:00 uur (UTC+1) | John Bosman 1' Ruud Gullit 20' John Bosman 38' Ronald Spelbos 42' John van 't Schip 47' John Bosman 53' John Bosman 60' John Bosman 67' |       |        | De Kuip, Rotterdam Toeschouwers: 55.000 Scheidsrechter: Roger Philippi (LUX) |

|                                                                            |                                                                          |       |        |                                                                               |
| 9 december EK 1988 kwalificatie № 441 «onderlinge duels» 14:30 uur (UTC+1) | Nederland                                                                | 4 – 0 | Cyprus | Stadion De Meer, Amsterdam Toeschouwers: 300 Scheidsrechter: Ivan Grégr (TCH) |
| 9 december EK 1988 kwalificatie № 441 «onderlinge duels» 14:30 uur (UTC+1) | John Bosman 35' John Bosman 44' Ronald Koeman 63' (pen.) John Bosman 66' |       |        | Stadion De Meer, Amsterdam Toeschouwers: 300 Scheidsrechter: Ivan Grégr (TCH) |

|                                                                             |             |                                                       |           |                                                                                            |
| 16 december EK 1988 kwalificatie № 442 «onderlinge duels» 14:30 uur (UTC+2) | Griekenland | 0 – 3                                                 | Nederland | Nationaal Stadion Diagoras, Rhodos Toeschouwers: 3.432 Scheidsrechter: Keith Hackett (ENG) |
| 16 december EK 1988 kwalificatie № 442 «onderlinge duels» 14:30 uur (UTC+2) |             | 19' Ronald Koeman 75' Hans Gillhaus 81' Hans Gillhaus |           | Nationaal Stadion Diagoras, Rhodos Toeschouwers: 3.432 Scheidsrechter: Keith Hackett (ENG) |

### 1988
|                                                                     |                                 |       |                                       |                                                                                 |
| 23 maart Vriendschappelijk № 443 «onderlinge duels» 20:00 uur (UTC) | Engeland                        | 2 – 2 | Nederland                             | Wembley Stadium, Londen Toeschouwers: 74.590 Scheidsrechter: Adolf Prokop (GDR) |
| 23 maart Vriendschappelijk № 443 «onderlinge duels» 20:00 uur (UTC) | Gary Lineker 13' Tony Adams 61' |       | 20' (e.d.) Tony Adams 25' John Bosman | Wembley Stadium, Londen Toeschouwers: 74.590 Scheidsrechter: Adolf Prokop (GDR) |

|                                                                     |                 |       |                                        |                                                                          |
| 24 mei Vriendschappelijk № 444 «onderlinge duels» 20:00 uur (UTC+2) | Nederland       | 1 – 2 | Bulgarije                              | De Kuip, Rotterdam Toeschouwers: 10.400 Scheidsrechter: David Syme (SCO) |
| 24 mei Vriendschappelijk № 444 «onderlinge duels» 20:00 uur (UTC+2) | Jan Wouters 61' |       | 83' Nikolay Iliev 89' Ljoeboslav Penev | De Kuip, Rotterdam Toeschouwers: 10.400 Scheidsrechter: David Syme (SCO) |

|                                                                     |                              |       |          |                                                                                      |
| 1 juni Vriendschappelijk № 445 «onderlinge duels» 20:15 uur (UTC+2) | Nederland                    | 2 – 0 | Roemenië | Olympisch Stadion, Amsterdam Toeschouwers: 12.500 Scheidsrechter: Jan Damgaard (DEN) |
| 1 juni Vriendschappelijk № 445 «onderlinge duels» 20:15 uur (UTC+2) | John Bosman 3' Wim Kieft 53' |       |          | Olympisch Stadion, Amsterdam Toeschouwers: 12.500 Scheidsrechter: Jan Damgaard (DEN) |

| Europees kampioenschap voetbal 1988 |
| ----------------------------------- |

|                                                                    |           |                  |             |                                                                                       |
| 12 juni EK 1988 Groep B № 446 «onderlinge duels» 20:15 uur (UTC+2) | Nederland | 0 – 1            | Sovjet-Unie | Müngersdorfer Stadion, Keulen Toeschouwers: 54.336 Scheidsrechter: Dieter Pauly (FRG) |
| 12 juni EK 1988 Groep B № 446 «onderlinge duels» 20:15 uur (UTC+2) |           | 52' Vasiliy Rats |             | Müngersdorfer Stadion, Keulen Toeschouwers: 54.336 Scheidsrechter: Dieter Pauly (FRG) |

|                                                                    |                  |       |                                                                |                                                                                   |
| 15 juni EK 1988 Groep B № 447 «onderlinge duels» 17:15 uur (UTC+2) | Engeland         | 1 – 3 | Nederland                                                      | Rheinstadion, Düsseldorf Toeschouwers: 65.000 Scheidsrechter: Paolo Casarin (ITA) |
| 15 juni EK 1988 Groep B № 447 «onderlinge duels» 17:15 uur (UTC+2) | Bryan Robson 53' |       | 44' Marco van Basten 71' Marco van Basten 75' Marco van Basten | Rheinstadion, Düsseldorf Toeschouwers: 65.000 Scheidsrechter: Paolo Casarin (ITA) |

|                                                                    |               |       |         |                                                                                       |
| 18 juni EK 1988 Groep B № 448 «onderlinge duels» 15:30 uur (UTC+2) | Nederland     | 1 – 0 | Ierland | Parkstadion, Gelsenkirchen Toeschouwers: 64.731 Scheidsrechter: Horst Brummeier (AUT) |
| 18 juni EK 1988 Groep B № 448 «onderlinge duels» 15:30 uur (UTC+2) | Wim Kieft 82' |       |         | Parkstadion, Gelsenkirchen Toeschouwers: 64.731 Scheidsrechter: Horst Brummeier (AUT) |

|                                                                         |                            |       |                                               |                                                                                |
| 21 juni EK 1988 Halve finale № 449 «onderlinge duels» 20:15 uur (UTC+2) | West-Duitsland             | 1 – 2 | Nederland                                     | Volksparkstadion, Hamburg Toeschouwers: 61.330 Scheidsrechter: Ioan Igna (ROU) |
| 21 juni EK 1988 Halve finale № 449 «onderlinge duels» 20:15 uur (UTC+2) | Lothar Matthäus 55' (pen.) |       | 74' (pen.) Ronald Koeman 88' Marco van Basten | Volksparkstadion, Hamburg Toeschouwers: 61.330 Scheidsrechter: Ioan Igna (ROU) |

|                                                                   |                                      |       |             |                                                                                   |
| 25 juni EK 1988 Finale № 450 «onderlinge duels» 15:30 uur (UTC+2) | Nederland                            | 2 – 0 | Sovjet-Unie | Olympiastadion, München Toeschouwers: 62.770 Scheidsrechter: Michel Vautrot (FRA) |
| 25 juni EK 1988 Finale № 450 «onderlinge duels» 15:30 uur (UTC+2) | Ruud Gullit 32' Marco van Basten 54' |       |             | Olympiastadion, München Toeschouwers: 62.770 Scheidsrechter: Michel Vautrot (FRA) |

|  |  |  |  |  |  |  |  |  |

|                                                                              |                 |       |       |                                                                                      |
| 14 september WK 1990 kwalificatie № 451 «onderlinge duels» 20:15 uur (UTC+2) | Nederland       | 1 – 0 | Wales | Olympisch Stadion, Amsterdam Toeschouwers: 58.000 Scheidsrechter: Jan Damgaard (DEN) |
| 14 september WK 1990 kwalificatie № 451 «onderlinge duels» 20:15 uur (UTC+2) | Ruud Gullit 82' |       |       | Olympisch Stadion, Amsterdam Toeschouwers: 58.000 Scheidsrechter: Jan Damgaard (DEN) |

|                                                                            |                |       |           |                                                                                  |
| 19 oktober WK 1990 kwalificatie № 452 «onderlinge duels» 20:15 uur (UTC+1) | West-Duitsland | 0 – 0 | Nederland | Olympiastadion, München Toeschouwers: 73.312 Scheidsrechter: Pietro D`Elia (ITA) |
| 19 oktober WK 1990 kwalificatie № 452 «onderlinge duels» 20:15 uur (UTC+1) |                |       |           | Olympiastadion, München Toeschouwers: 73.312 Scheidsrechter: Pietro D`Elia (ITA) |

|                                                                          |                     |       |           |                                                                                   |
| 16 november Vriendschappelijk № 453 «onderlinge duels» 14:30 uur (UTC+1) | Italië              | 1 – 0 | Nederland | Olympisch Stadion, Rome Toeschouwers: 27.878 Scheidsrechter: Emilio Soriano (ESP) |
| 16 november Vriendschappelijk № 453 «onderlinge duels» 14:30 uur (UTC+1) | Gianluca Vialli 44' |       |           | Olympisch Stadion, Rome Toeschouwers: 27.878 Scheidsrechter: Emilio Soriano (ESP) |

### 1989
|                                                                        |        |                                  |           |                                                                                      |
| 4 januari Vriendschappelijk № 454 «onderlinge duels» 16:30 uur (UTC+2) | Israël | 0 – 2                            | Nederland | Ramat Ganstadion, Ramat Gan Toeschouwers: 19.200 Scheidsrechter: László Kovács (HUN) |
| 4 januari Vriendschappelijk № 454 «onderlinge duels» 16:30 uur (UTC+2) |        | 9' Jan Wouters 10' John van Loen |           | Ramat Ganstadion, Ramat Gan Toeschouwers: 19.200 Scheidsrechter: László Kovács (HUN) |

|                                                                       |                                              |       |             |                                                                                     |
| 22 maart Vriendschappelijk № 455 «onderlinge duels» 20:00 uur (UTC+1) | Nederland                                    | 2 – 0 | Sovjet-Unie | Philips-sportpark, Eindhoven Toeschouwers: 26.200 Scheidsrechter: Joe Worrall (ENG) |
| 22 maart Vriendschappelijk № 455 «onderlinge duels» 20:00 uur (UTC+1) | Marco van Basten 4' Ronald Koeman 85' (pen.) |       |             | Philips-sportpark, Eindhoven Toeschouwers: 26.200 Scheidsrechter: Joe Worrall (ENG) |

|                                                                          |                      |       |                       |                                                                                |
| 26 april WK 1990 kwalificatie № 456 «onderlinge duels» 20:15 uur (UTC+2) | Nederland            | 1 – 1 | West-Duitsland        | De Kuip, Rotterdam Toeschouwers: 50.500 Scheidsrechter: Erik Fredriksson (SWE) |
| 26 april WK 1990 kwalificatie № 456 «onderlinge duels» 20:15 uur (UTC+2) | Marco van Basten 88' |       | 68' Karl-Heinz Riedle | De Kuip, Rotterdam Toeschouwers: 50.500 Scheidsrechter: Erik Fredriksson (SWE) |

|                                                                    |         |               |           |                                                                                     |
| 31 mei WK 1990 kwalificatie № 457 «onderlinge duels» 19:00 (UTC+3) | Finland | 0 – 1         | Nederland | Olympisch Stadion, Helsinki Toeschouwers: 46.217 Scheidsrechter: Piotr Werner (POL) |
| 31 mei WK 1990 kwalificatie № 457 «onderlinge duels» 19:00 (UTC+3) |         | 87' Wim Kieft |           | Olympisch Stadion, Helsinki Toeschouwers: 46.217 Scheidsrechter: Piotr Werner (POL) |

| |                                   |       |                                        |                                                                                          |
| 6 september Vriendschappelijk 100-jarig jubileum Nederlandse voetbalbond № 458 «onderlinge duels» 20:15 uur (UTC+2) | Nederland                         | 2 – 2 | Denemarken                             | Olympisch Stadion, Amsterdam Toeschouwers: 11.000 Scheidsrechter: Rosario Lo Bello (ITA) |
| 6 september Vriendschappelijk 100-jarig jubileum Nederlandse voetbalbond № 458 «onderlinge duels» 20:15 uur (UTC+2) | Ronald Koeman 33' Jan Wouters 57' |       | 65' (pen.) Jan Bartram 67' Jan Heintze | Olympisch Stadion, Amsterdam Toeschouwers: 11.000 Scheidsrechter: Rosario Lo Bello (ITA) |

|                                                                            |                |       |                                   |                                                                                  |
| 11 oktober WK 1990 kwalificatie № 459 «onderlinge duels» 19:30 uur (UTC+1) | Wales          | 1 – 2 | Nederland                         | Racecourse Ground, Wrexham Toeschouwers: 9.025 Scheidsrechter: Helmut Kohl (AUT) |
| 11 oktober WK 1990 kwalificatie № 459 «onderlinge duels» 19:30 uur (UTC+1) | Mark Bowen 89' |       | 13' Graeme Rutjes 79' John Bosman | Racecourse Ground, Wrexham Toeschouwers: 9.025 Scheidsrechter: Helmut Kohl (AUT) |

|                                                                         |                                                           |       |         |                                                                           |
| 15 november WK 1990 kwalificatie № 460 «onderlinge duels» 20:00 (UTC+1) | Nederland                                                 | 3 – 0 | Finland | De Kuip, Rotterdam Toeschouwers: 49.500 Scheidsrechter: Egil Nervik (NOR) |
| 15 november WK 1990 kwalificatie № 460 «onderlinge duels» 20:00 (UTC+1) | John Bosman 57' Erwin Koeman 62' Ronald Koeman 69' (pen.) |       |         | De Kuip, Rotterdam Toeschouwers: 49.500 Scheidsrechter: Egil Nervik (NOR) |

|                                                                          |           |            |          |                                                                              |
| 20 december Vriendschappelijk № 461 «onderlinge duels» 20:00 uur (UTC+1) | Nederland | 0 – 1      | Brazilië | De Kuip, Rotterdam Toeschouwers: 28.864 Scheidsrechter: Werner Föckler (FRG) |
| 20 december Vriendschappelijk № 461 «onderlinge duels» 20:00 uur (UTC+1) |           | 54' Careca |          | De Kuip, Rotterdam Toeschouwers: 28.864 Scheidsrechter: Werner Föckler (FRG) |

## Samenvatting
| 1980 – 1989       | 1980 – 1989                            | 1980 – 1989                            | 1980 – 1989                            | 1980 – 1989                            | 1980 – 1989                            | 1980 – 1989                            | 1980 – 1989                            |                   | 1905 – 1989     | 1905 – 1989 | 1905 – 1989 | 1905 – 1989 | 1905 – 1989 | 1905 – 1989 | 1905 – 1989 | 1905 – 1989 |
| Competitie        | Totaal gespeeld                        | Winst                                  | Gelijk                                 | Verlies                                | Doelpunten                             | Doelpunten                             | Doelpunten                             | Competitie        | Totaal gespeeld | Winst       | Gelijk      | Verlies     | Doelpunten  | Doelpunten  | Doelpunten  |             |
| Competitie        | Totaal gespeeld                        | Winst                                  | Gelijk                                 | Verlies                                | Voor                                   | Tegen                                  | Saldo                                  | Competitie        | Totaal gespeeld | Winst       | Gelijk      | Verlies     | Voor        | Tegen       | Saldo       |             |
| ----------------- | -------------------------------------- | -------------------------------------- | -------------------------------------- | -------------------------------------- | -------------------------------------- | -------------------------------------- | -------------------------------------- | ----------------- | --------------- | ----------- | ----------- | ----------- | ----------- | ----------- | ----------- | ----------- |
| WK Eindronde      | Wist zich voor geen WK te kwalificeren | Wist zich voor geen WK te kwalificeren | Wist zich voor geen WK te kwalificeren | Wist zich voor geen WK te kwalificeren | Wist zich voor geen WK te kwalificeren | Wist zich voor geen WK te kwalificeren | Wist zich voor geen WK te kwalificeren | WK Eindronde      | 16              | 8           | 3           | 5           | 31          | 18          | +13         |             |
| WK Kwalificatie   | 22                                     | 12                                     | 4                                      | 6                                      | 32                                     | 16                                     | +16                                    | WK Kwalificatie   | 57              | 31          | 14          | 12          | 112         | 49          | +63         |             |
| EK Eindronde      | 8                                      | 5                                      | 1                                      | 2                                      | 12                                     | 7                                      | +5                                     | EK Eindronde      | 10              | 6           | 1           | 3           | 16          | 12          | +4          |             |
| EK Kwalificatie   | 17                                     | 13                                     | 3                                      | 1                                      | 45                                     | 7                                      | +38                                    | EK Kwalificatie   | 49              | 31          | 8           | 10          | 121         | 44          | +77         |             |
| Olympische Spelen | Geen deelnames aan Olympische Spelen   | Geen deelnames aan Olympische Spelen   | Geen deelnames aan Olympische Spelen   | Geen deelnames aan Olympische Spelen   | Geen deelnames aan Olympische Spelen   | Geen deelnames aan Olympische Spelen   | Geen deelnames aan Olympische Spelen   | Olympische Spelen | 21              | 10          | 2           | 9           | 51          | 44          | +7          |             |
| Mini WK           | 2                                      | 0                                      | 1                                      | 1                                      | 1                                      | 3                                      | –2                                     | Mini WK           | 2               | 0           | 1           | 1           | 1           | 3           | –2          |             |
| Vriendschappelijk | 26                                     | 7                                      | 8                                      | 11                                     | 27                                     | 27                                     | 0                                      | Vriendschappelijk | 306             | 124         | 64          | 118         | 670         | 609         | +61         |             |
| Totaal            | 75                                     | 37                                     | 17                                     | 21                                     | 117                                    | 60                                     | +57                                    | Totaal            | 461             | 210         | 93          | 158         | 1002        | 779         | +223        |             |

CONMEBOL: Bolivia · Chili  · Colombia · Ecuador · Uruguay

UEFA: Albanië · België · Bulgarije · Cyprus · Denemarken · West-Duitsland · Duitse Democratische Republiek · Engeland · Faeröer · Finland · Frankrijk · Griekenland · Hongarije · IJsland · Ierland · Israël · Italië · Joegoslavië ·  Liechtenstein · Luxemburg · Malta · Nederland · Noord-Ierland · Noorwegen · Oostenrijk · Polen · Portugal · Roemenië · San Marino · Schotland ·  Sovjet-Unie ·  Spanje · Tsjecho-Slowakije · Turkije · Wales ·  Zweden · Zwitserland

CAF: Madagaskar

KNVB ·
A-internationals ·
Bondscoaches (m) ·
Topscorers ·
Nederlands vrouwenelftal ·
Bondscoaches (v) ·
Nederland B ·
Olympisch elftal ·
Jong Oranje ·
Nederland –20 ·
Nederland –19 ·
Nederland –18 ·
Nederland –17 ·
Nederland –16 ·
Nederland –15 ·
Nederlands amateurelftal ·
Nederlands zaterdagelftal ·
Jong OranjeLeeuwinnen ·
Vrouwen –20 ·
Vrouwen –19 ·
Vrouwen –18 ·
Vrouwen –17 ·
Vrouwen –16 ·
Vrouwen –15 ·
Militair mannenelftal ·
Militair vrouwenelftal ·
Strandteam ·
Vrouwen Strandteam ·
Futsalteam ·
Vrouwen Futsalteam

EK-wedstrijden ·
WK-wedstrijden ·
Resultaten kwalificaties en eindronden ·
Nederland B-wedstrijden ·
Officieuze wedstrijden ·
EK-wedstrijden vrouwen ·
WK-wedstrijden vrouwen ·
Resultaten vrouwen kwalificaties en eindronden
1905 – 1919 ·
1920 – 1929 ·
1930 – 1939 ·
1940 – 1949 ·
1950 – 1959 ·
1960 – 1969 ·
1970 – 1979 ·
1980 – 1989 ·
1990 – 1999 ·
2000 – 2009 ·
2010 – 2019 ·
2020 – 2029
2015 ·
2016 ·
2017 ·
2018 ·
2019 ·
2020 ·
2021 · 
2022
EK's: 1976 · 
1980 · 
1988 · 
1992 · 
1996 · 
2000 · 
2004 · 
2008 · 
2012 · 
2020 · 
2024
WK's: 1934 · 
1938 · 
1974 · 
1978 · 
1990 · 
1994 · 
1998 · 
2006 · 
2010 · 
2014 · 
2022
OS: 1908 ·
1912 ·
1920 ·
1924 ·
1928 ·
1948 ·
1952 ·
2008
Albanië ·
Andorra ·
Argentinië ·
Armenië ·
Australië ·
België ·
Bosnië en Herzegovina ·
Brazilië ·
Bulgarije ·
Canada ·
Chili ·
China ·
Colombia ·
Costa Rica ·
Curaçao ·
Cyprus ·
DDR ·
Denemarken ·
Duitsland ·
Ecuador ·
Egypte ·
Engeland ·
Estland ·
Faeröer ·
Finland ·
Frankrijk ·
GOS · 
Georgië ·
Ghana ·
Gibraltar ·
Griekenland ·
Hongarije ·
Ierland ·
IJsland ·
Indonesië ·
Iran ·
Israël ·
Italië ·
Ivoorkust ·
Japan ·
Joegoslavië ·
Kameroen ·
Kazachstan ·
Kroatië ·
Letland ·
Liechtenstein ·
Luxemburg ·
Malta ·
Marokko ·
Mexico ·
Moldavië ·
Montenegro ·
Nederlandse Antillen ·
Nigeria ·
Noord-Ierland ·
Noord-Macedonië ·
Noorwegen ·
Oekraïne ·
Oostenrijk ·
Paraguay ·
Peru ·
Polen ·
Portugal ·
Qatar ·
Roemenië ·
Rusland ·
Saarland ·
San Marino ·
Saoedi-Arabië ·
Schotland ·
Senegal ·
Servië en Montenegro ·
Slovenië ·
Slowakije ·
Sovjet-Unie ·
Spanje ·
Suriname ·
Thailand ·
Tsjechië ·
Tsjecho-Slowakije ·
Tunesië ·
Turkije ·
Uruguay ·
Verenigd Koninkrijk ·
Verenigde Staten ·
Wales ·
Wit-Rusland ·
Zuid-Afrika ·
Zuid-Korea ·
Zweden ·
Zwitserland
Argentinië (1978) ·
Argentinië (2006) ·
Argentinië (2014) ·
Argentinië (2022) ·
Australië (2014) ·
Brazilië (2014) ·
Chili (2014) · 
Costa Rica (2014) ·
Denemarken (2010) ·
Denemarken (2012) ·
Duitsland (2012) · 
Ecuador (2022) · 
Frankrijk (2008) ·
Italië (2008) ·
Ivoorkust (2006) ·
Japan (2010) ·
Kameroen (2010) ·
Mexico (2014) · 
Noord-Macedonië (2021) · 
Oekraïne (2021) · 
Oostenrijk (2021) · 
Portugal (2006) ·
Portugal (2012) ·
Portugal (2019) ·
Qatar (2022) ·
Roemenië (2008) ·
Rusland (2008) ·
San Marino (2011) ·
Senegal (2022) ·
Servië en Montenegro (2006) ·
Sovjet-Unie (1988) ·
Spanje (2010) ·
Spanje (2014) ·
Tsjechië (2021) · 
Uruguay (2010) ·
Verenigde Staten (2022) · 
West-Duitsland (1974)